# Héctor Roganti
Héctor Pichin Roganti (nacido el 22 de junio de 1948 en Buenos Aires) es un exjugador de fútbol que se desempeñaba como Arquero. Su debut fue en el Club Atlético Huracán, pasó por Racing Club y finalizó su carrera en el Cúcuta Deportivo.
Hizo su debut profesional en el Campeonato Metropolitano 1972, con Huracán; donde juega 64, se consagra campeón en el Metropolitano 1973. En el año 1975 es transferido a Racing Club donde juega media temporada y pasa a formar parte del Cúcuta Deportivo donde se retira en el año 1979 con un total de 263 partidos jugados.

## Clubes
| Club                      | País      | Año         |
| ------------------------- | --------- | ----------- |
| Club Atlético tigre       | Argentina | 2014 - 2017 |
| Union Vecinal Monte Viejo | Argentina | 2017 - 2018 |
| Club Glorias              | Argentina | 2018 - 2019 |

## Títulos
| Título           | Club  | País      | Año  |
| ---------------- | ----- | --------- | ---- |
| Primera División | tigre | Argentina | 2017 |
| Primera División | tigre | Argentina | 2017 |